# Canton d'Évreux-1
Le canton d'Évreux-1 est une circonscription électorale française du département de l'Eure en région Normandie créée par le décret du 25 février 2014 et entrée en vigueur lors des élections départementales de 2015.

## Histoire
Un nouveau découpage territorial de l'Eure entre en vigueur à l'occasion des élections départementales de mars 2015, défini par le décret du 25 février 2014, en application des lois du 17 mai 2013 (loi organique 2013-402 et loi 2013-403). Les conseillers départementaux sont, à compter de ces élections, élus au scrutin majoritaire binominal mixte. Les électeurs de chaque canton élisent au Conseil départemental, nouvelle appellation du Conseil général, deux membres de sexe différent, qui se présentent en binôme de candidats. Les conseillers départementaux sont élus pour 6 ans au scrutin binominal majoritaire à deux tours, l'accès au second tour nécessitant 12,5 % des inscrits au 1er tour. En outre la totalité des conseillers départementaux est renouvelée. Ce nouveau mode de scrutin nécessite un redécoupage des cantons dont le nombre est divisé par deux avec arrondi à l'unité impaire supérieure si ce nombre n'est pas entier impair, assorti de conditions de seuils minimaux. Dans l'Eure, le nombre de cantons passe ainsi de 43 à 23.
Le nouveau canton d'Évreux-1 est formé de communes des anciens cantons de Évreux-Ouest (2 communes) et d'une fraction de la commune d'Évreux. Le canton est entièrement inclus dans l'arrondissement de Évreux. Le bureau centralisateur est situé à Évreux.

## Représentation
| Période élective | Période élective | Mandat | Mandat   | Identité            | Nuance | Nuance | Qualité |
| ---------------- | ---------------- | ------ | -------- | ------------------- | ------ | ------ | --- |
| 2015             | 2021             | 2015   | 2021     | Stéphanie Auger     |        | LR     | Adjointe au maire d'Évreux 3e vice-présidente du Conseil départemental chargée du développement économique, de l’emploi, de l’aménagement du territoire, de l'économie touristique et de l'axe Seine |
| 2015             | 2021             | 2015   | 2021     | Ludovic Bourrellier |        | DVD    | Adjoint au maire d'Évreux jusqu'en 2018 |
| 2021             | 2028             | 2021   | en cours | Stéphanie Auger     |        | DVD    | Adjointe LR au maire d'Évreux, 4ème Vice-Présidente du Conseil départemental, chargée de l’emploi, de l’insertion, de l’économie sociale et solidaire et des relations avec le monde économique.     |
| 2021             | 2028             | 2021   | en cours | Manuel Ordonez      |        | DVD    | Adjoint au maire de Saint-Sébastien-de-Morsent |

### Résultats détaillés

#### Élections de mars 2015
À l'issue du 1er tour des élections départementales de 2015, deux binômes sont en ballottage : Stéphanie Auger et Ludovic Bourrellier (Union de la Droite, 33,97 %) et Hourdia Naroun et Gérard Silighini (Union de la Gauche, 27,35 %). Le taux de participation est de 51,75 % (7 952 votants sur 15 367 inscrits) contre 50,53 % au niveau départemental et 50,17 % au niveau national.
Au second tour, Stéphanie Auger et Ludovic Bourrellier (Union de la Droite) sont élus avec 56,99 % des suffrages exprimés et un taux de participation de 50,77 % (4 058 voix pour 7 805 votants et 15 374 inscrits).
Ludovic Bourrellier a quitté LR et est membre d'Agir, la droite constructive.

#### Élections de juin 2021
Le premier tour des élections départementales de 2021 est marqué par un très faible taux de participation (33,26 % au niveau national). Dans le canton d'Évreux-1, ce taux de participation est de 33,49 % (4 962 votants sur 14 815 inscrits) contre 33,02 % au niveau départemental. À l'issue de ce premier tour, deux binômes sont en ballottage : Stéphanie Auger et Manuel Ordonez (DVD, 43,53 %) et Leila Kammoun et Olivier Vermeulin (DVG, 35,99 %).
Le second tour des élections est marqué une nouvelle fois par une abstention massive équivalente au premier tour. Les taux de participation sont de 34,3 % au niveau national, 32,76 % dans le département et 31,3 % dans le canton d'Évreux-1. Stéphanie Auger et Manuel Ordonez (DVD) sont élus avec 100 % des suffrages exprimés (3 047 voix pour 4 637 votants et 14 816 inscrits),,.

## Composition
Le canton d'Évreux-1 comprend deux communes entières et une fraction de la commune d'Évreux.
| Nom                            | Code Insee | Intercommunalité              | Superficie (km2) | Population (dernière pop. légale)                | Densité (hab./km2) | Modifier                                    |
| ------------------------------ | ---------- | ----------------------------- | ---------------- | ------------------------------------------------ | ------------------ | ------------------------------------------- |
| Évreux (bureau centralisateur) | 27229      | CA Évreux Portes de Normandie | 26,46            | Fraction : 17 819 (2022) Commune : 48 335 (2022) | 1 827              | modifier les données · modifier les données |
| Arnières-sur-Iton              | 27020      | CA Évreux Portes de Normandie | 12,19            | 1 651 (2022)                                     | 135                | modifier les données · modifier les données |
| Saint-Sébastien-de-Morsent     | 27602      | CA Évreux Portes de Normandie | 10,02            | 5 508 (2022)                                     | 550                | modifier les données · modifier les données |
| Canton d'Évreux-1              | 2709       |                               |                  | 24 978 (2022)                                    |                    | modifier les données                        |

La partie de la commune d'Évreux intégrée dans le canton est celle située à l'ouest d'une ligne définie par l'axe des voies et limites suivantes : depuis la limite territoriale de la commune de Parville, avenue du Maréchal-Foch, rue du Valesme, rue de la Rochette, sentier des Tombettes, rue Corneille, côte Henri-Monduit, rue Saint-Sauveur, rue du 7e-Chasseur, rue du Général-Leclerc, rue Saint-Thomas, rue Borville-Dupuis, rue Saint-Louis, avenue Winston-Churchill, ligne de chemin de fer, pont Eiffel, rue Pierre-Semard, route de Saint-André, limite du cimetière (inclus), limite de l'école élémentaire La Forêt (incluse), chemin séparant le groupe scolaire Joliot-Curie de l'école La Forêt, rue de la Forêt, rue Jean-Moulin, route d'Orléans, jusqu'à la limite territoriale de la commune d'Angerville-la-Campagne.

## Démographie

### Socio-démographie de la population du canton
Répartition de la population par communes du canton d'Évreux 1 en 2014
- Évreux (section de commune) (72 %)
- Saint Sébastien de Morsant (22 %)
- Arniere sur iton (6 %)

En 2022, le canton comptait 24 978 habitants, en évolution de −0,58 % par rapport à 2016 (Eure : −0,25 %, France hors Mayotte : +2,11 %).
| 2013   | 2018   | 2022   |
| ------ | ------ | ------ |
| 24 950 | 24 259 | 24 978 |